# Antoni IV
Antoni IV (en grec medieval Άντώνιος Δ') va ser patriarca de Constantinoble els anys 1389 i 1390, i una segona vegada del 1391 al 1397.
Era hieromonjo, un monjo que també era sacerdot, al Mont Atos. Quan Joan VII Paleòleg va usurpar el tron, el va deposar, i va nomenar patriarca a Macari de Constantinoble, que anteriorment ja havia tingut aquest càrrec. Quan Joan V Paleòleg i Manuel II Paleòleg van recuperar el poder, Antoni va ser restituït.
Durant el seu patriarcat va mantenir correspondència amb Ladislau II Jagelló de Lituània i rei de Polònia, al que va intentar convèncer de formalitzar una aliança contra els otomans, juntament amb els hongaresos i amb Basili I de Moscou. Es conserven nombrosos documents d'ell sobre aquest tema.